# Young Adult
Young Adult, titulada en español Adultos jóvenes en Hispanoamérica y Young Adult en España, es una película dramática estrenada el 9 de diciembre de 2011 en Estados Unidos, estrenada el 19 de enero de 2012 en Iberoamérica y el 10 de febrero del mismo año en España. Protagonizada por Charlize Theron. Dirigida por Jason Reitman y escrita por Diablo Cody, ganadora del Premio Óscar. Fue candidata al Globo de Oro a la «mejor actriz de comedia o musical».

## Argumento
Mavis Gary (Charlize Theron) vive en Minneapolis y con 37 años es una escritora de novelas juveniles plagada de inseguridades, pero su última novela ya no es popular y la empresa editora la presiona para que presente otra. Ella no es precisamente un ejemplo de comportamiento humano ni de madurez, dada su obsesión por un amor de la juventud: Buddy Slade (Patrick Wilson), que aún vive en la pequeña localidad donde crecieron, aunque ahora lo hace con su esposa Beth (Elizabeth Reaser), quien acaba de dar a luz a su primer hijo. La noticia de este nacimiento es lo que lleva a la joven escritora a regresar a su pueblo natal con el fin de recuperar a Buddy, pase lo que pase y caiga quien caiga. Durante su estancia en el pueblo, a donde llega bajo el pretexto de supervisar un contrato de bienes raíces, entablará una inesperada relación de amistad con un antiguo compañero del colegio, Matt Freehauf (Patton Oswalt), que tampoco ha superado aún la época del instituto y juntos tratan de mejorar su vida.
Recientemente divorciada y alcohólica, regresa a su ciudad natal de Mercury, Minnesota, después de escuchar repetidamente la canción "The Concept" de Teenage Fanclub en una vieja cinta que Buddy le regaló en la escuela secundaria, Mavis organiza un encuentro con él al día siguiente de su llegada en un bar deportivo local, para recordar los viejos tiempos. Mientras tanto, ella va sola a un bar diferente, donde se encuentra con Matt, quien quedó incapacitado después de ser golpeado por deportistas que asumieron erróneamente que era gay. Matt le dice a Mavis que su plan para destruir el matrimonio de Buddy es irracional y egoísta, pero ella lo ignora.
Al día siguiente, durante su encuentro con Buddy, Mavis ve nuevamente a Matt, que resulta ser el contable del bar. Al salir, Buddy invita a Mavis a una actuación de “la banda de rock de mamás” donde toca Beth el fin de semana. Mientras tanto, Mavis pasa otra noche emborrachándose con Matt, que destila bourbon casero en el garaje de la casa que comparte con su hermana Sandra. Ya en el concierto, las otras madres están resentidas con Mavis, de quien guardan malos recuerdos. La vocalista de la banda, desde el escenario, dedica una canción de apertura a Buddy de parte de Beth, que para gran consternación de Mavis, es "The Concept". 
Beth quiere seguir celebrando con la banda, así que Mavis se ofrece a llevar al borracho Buddy a su casa. En el césped comparten un beso que se rompe rápidamente cuando el niñero abre la puerta principal para saludarlos. Al día siguiente, después de un encuentro incómodo con sus padres, Mavis es invitada a la ceremonia de bautizo de la hija de Buddy. Más tarde sale a beber con Matt nuevamente, quien le dice que debe madurar. Al día siguiente, durante la fiesta y en forma privada, Mavis declara su amor por Buddy, pero él la rechaza y regresa a atender a los invitados. Todos en la fiesta son llamados al jardín para esperar una sorpresa que Buddy ha preparado para Beth. Mavis, que ha estado bebiendo en la fiesta, se tropieza en el jardín con Beth, quien accidentalmente derrama una bebida en el vestido de Mavis. Entonces esta pierde el control, la insulta, y en medio de una diatriba intensa, revela que ella también quedó embarazada de un bebé de Buddy hace años, pero tuvo un aborto espontáneo después de tres meses.
Buddy, que ha estado preparando un regalo para Beth, abre la puerta del garaje tocando la nueva batería de regalo, y se entera con  retraso de lo que ha ocurrido. Mavis le pregunta por qué la invitó a la fiesta. Él responde que fue idea de Beth, ya que ella siente pena por Mavis, de quien piensa que se siente sola. Humillada, Mavis abandona la fiesta y visita a Matt, donde rompe a llorar porque todos sus planes salieron mal y se terminan acostando juntos. A la mañana siguiente, mientras Matt duerme, Mavis toma café en la cocina con Sandra, que todavía la idolatra por ser una chica popular en la escuela. Mavis habla de la necesidad de cambiar, pero Sandra dice que Mavis es mejor que el resto de Mercury y no debería cambiar. Mavis dice estar de acuerdo y se prepara para regresar a Minneapolis. Sandra pide ir con ella pero Mavis declina la propuesta y se va sola. En un restaurante de camino a casa, Mavis escribe el último capítulo del libro, en el que el personaje principal se gradúa de la escuela secundaria, rápidamente deja atrás su pasado y mira hacia el futuro. Luego, en el estacionamiento, Mavis contempla su auto, todavía golpeado por un accidente anterior, en el que ella había manejado borracha.

## Reparto
- Charlize Theron como Mavis Gary.
- Patrick Wilson como Buddy Slade.
- J. K. Simmons como el jefe de Mavis.
- Patton Oswalt como Matt Freehauf.
- Elizabeth Reaser como Beth Slade.
- Collette Wolfe como Sandra Freehauf.

## Producción
Se empezó a rodar en octubre de 2010. Fue filmada en la ciudad de Nueva York y en Minneapolis, Minnesota, Estados Unidos. Durante el proceso de composición del reparto se rumoreó que Josh Brolin participaría en la película, algo que finalmente no ocurrió. El 19 de octubre de 2011, Jason Reitman y Diablo Cody presentaron un pequeño avance del film en el "Edina Theater" en Minneapolis. El primer póster del film fue presentado el 6 de septiembre de 2011. Un mes después, el 6 de octubre, Paramount Pictures lanzó otro nuevo tráiler del filme.

## Recepción

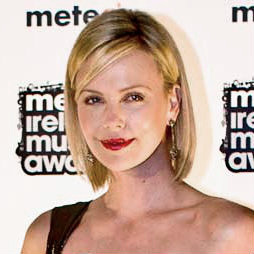
Charlize Theron como Mavis Gary.

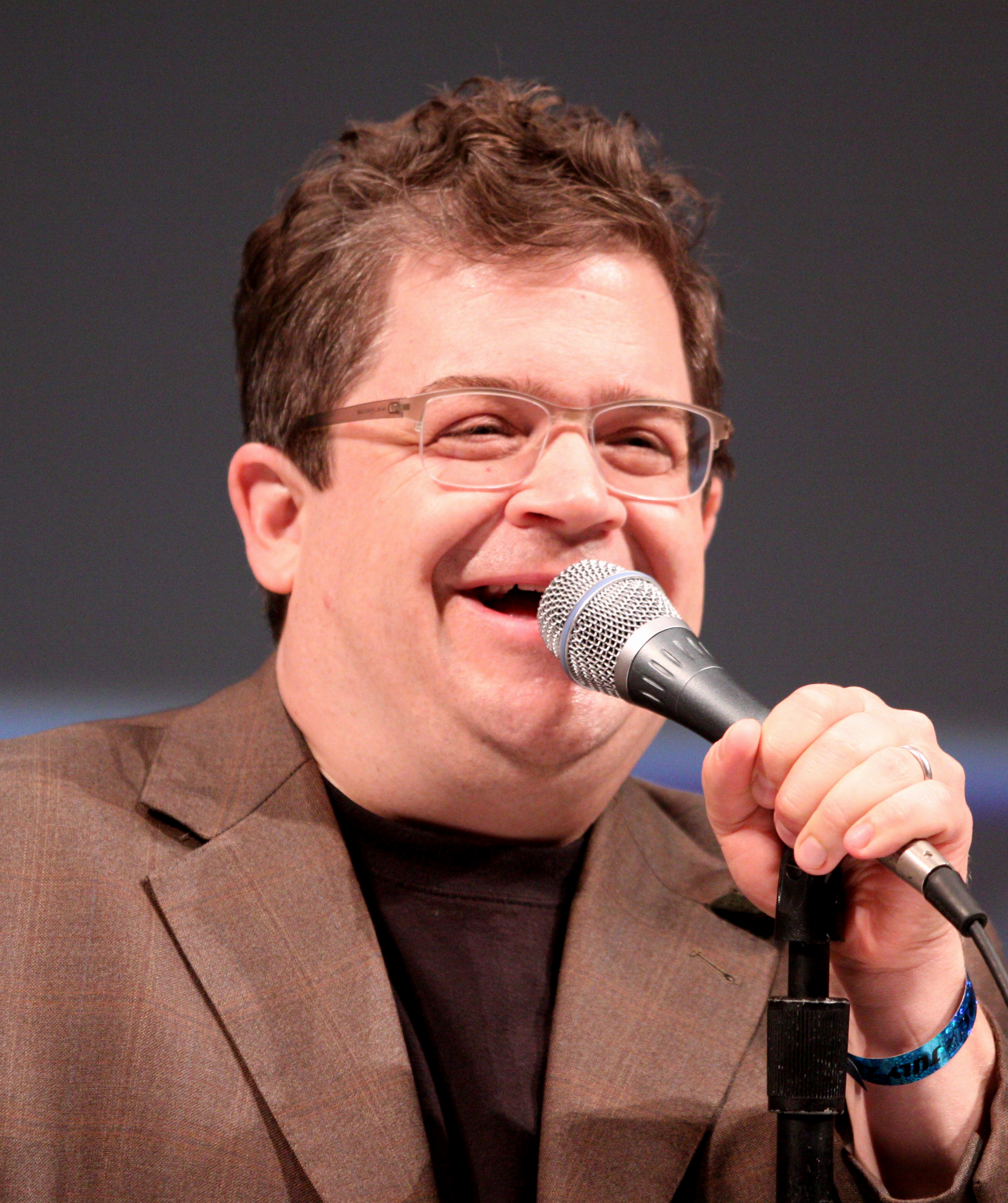
Patton Oswalt como Matt Freehauf.

### Respuesta crítica
Según la página de Internet Metacritic obtuvo un 80% de comentarios positivos, llegando a la siguiente conclusión "pese a que tiene un enfoque un poco huraño, Young Adult es un divertido e interesante examen de la adolescencia prolongada, en gran parte gracias a la convincente interpretación de Charlize Theron". Peter Debruge escribió para Variety que "volviendo a unir el desparpajo pop de Diablo Cody con el director de Juno Jason Reitman, Young Adult disfruta rompiendo las reglas de la narración convencional de Hollywood". Mick La Salle la describió como "una comedia negra que confirma a Diablo Cody como una guionista de renombre, eliminando toda duda que de Jason Reitman es un buen director y dándole a Charlize Theron su mejor papel desde Monster". Según la página de Internet Metacritic obtuvo críticas positivas, con un 74%, basado en 26 comentarios de los cuales 21 son positivos.

### Premios
Globos de Oro
| Año  | Categoría                        | Persona         | Resultado |
| ---- | -------------------------------- | --------------- | --------- |
| 2011 | Mejor actriz - Comedia o musical | Charlize Theron | Candidata |

Charlize Theron fue candidata al Satellite Award a la mejor actriz - Comedia o musical. Fue candidata en la Broadcast Film Critics Association en tres categorías «mejor actriz» (Theron), «mejor actor de reparto» (Oswalt) y «mejor guion original».

### Taquilla
Estrenada en 8 cines de Estados Unidos de forma limitada debutó en decimoctava posición con 310.263 dólares, con una media por sala de 38.783 dólares, por delante de The Artist y por detrás de Tinker, Tailor, Soldier, Spy. Posteriormente -el fin de semana del 16 al 18 de diciembre- se aumentó el número de salas que la exhibían a 986, recaudando $3 millones y ocupando la décima posición del ranking, por delante de Los descendientes y por detrás de The Muppets. Recaudó en Estados Unidos 16 millones. Sumando las recaudaciones internacionales la cifra asciende a 22 millones. El presupuesto estimado invertido en la producción fue de 12 millones.